# Frankie Goes to Hollywood
Frankie Goes to Hollywood byla anglická popová skupina, která vznikla v Liverpoolu v roce 1980. Sestavu tvořili Holly Johnson (zpěv), Paul Rutherford (doprovodné vokály), Mark O'Toole (baskytara), Brian Nash (kytara) a Peter Gill (bicí). Johnson a Rutherford patřili mezi první otevřeně gay popové zpěváky a Frankie Goes to Hollywood udělali z práv LGBT+ komunity a sexuality ústřední téma své hudby a vystoupení.
Frankie Goes to Hollywood podepsali smlouvu s ZTT Records v roce 1983. Jejich debutové album Welcome to the Pleasuredome (1984), které produkoval Trevor Horn, mělo už před vydáním přes milion předobjednávek a jejich první tři singly — „Relax“, „Two Tribes“ a „The Power of Love“ — obsadily první místo britské singlové hitparády. BBC je krátce zakázala vysílat kvůli provokativním tématům, což jim přineslo ještě větší publicitu. V roce 2014 hudební novinář Paul Lester napsal, že „žádná kapela neovládla jedno jediné období 12 měsíců tak, jak Frankie vládli roku 1984“.
Johnson, Gill a O'Toole získali v roce 1984 Ivor Novello Award za nejlepší píseň po hudební i textové stránce za „Two Tribes“. V roce 1985 Frankie Goes to Hollywood vyhráli Brit Award za britský objev roku a byli nominováni na Grammy i MTV Video Music Awards v kategorii Nejlepší nový umělec.
Jejich druhé album Liverpool (1986) se prodávalo méně a kapela se v roce 1987 rozpadla ve zlém. Johnson úspěšně zažaloval ZTT, aby se vymanil ze smlouvy, a začal sólovou kariéru. Odmítl nabídky na reunion a snažil se zabránit tomu, aby kapela používala původní název. V roce 2004 se Frankie Goes to Hollywood znovu spojili bez Johnsona a Nashe a vystoupili na charitativním koncertu Prince's Trust, přičemž na vokálech byl Ryan Molloy, a v roce 2005 se vydali na turné. Poprvé od roku 1987 se znovu sešli i s Johnsonem a Nashem, když vystoupili na Eurovision Song Contest 2023.

## Diskografie

### Alba

#### Studiová alba
- Welcome to the Pleasuredome (1984)
- Liverpool (1986)

#### Kompilace
- Bang! (1985)
- Bang!... The Greatest Hits of Frankie Goes to Hollywood (1993)
- Reload – The Whole 12 Inches (1994)
- Maximum Joy (2000)
- The Club Mixes 2000 (2000)
- Twelve Inches (2001)
- Rage Hard: The Sonic Collection (2003)
- Return to the Pleasuredome (2009)
- Frankie Say Greatest (2009)
- Sexmix (2012)
- The Best Of 2013 (2CD)

### Singly
- „Relax“ (1983)
- „Two Tribes“ (1984)
- „The Power of Love“ (1984)
- „Welcome to the Pleasuredome“ (1985)
- „Rage Hard“ (1986)
- „Warriors of the Wasteland“ (1986)
- „Watching the Wildlife“ (1987)